# Petru Kuki
Petru Adalbert Kuki (Satu Mare, 22 de mayo de 1955) es un deportista rumano que compitió en esgrima, especialista en la modalidad de florete. Ganó una medalla de plata en el Campeonato Mundial de Esgrima de 1981 y una medalla de bronce en el Campeonato Europeo de Esgrima de 1981.

## Palmarés internacional
| Campeonato Mundial | Campeonato Mundial         | Campeonato Mundial | Campeonato Mundial |
| Año                | Lugar                      | Medalla            | Prueba             |
| ------------------ | -------------------------- | ------------------ | ------------------ |
| 1981               | Clermont-Ferrand (Francia) | Medalla de plata   | Florete individual |
| Campeonato Europeo |                            |                    |                    |
| Año                | Lugar                      | Medalla            | Prueba             |
| 1981               | Foggia (Italia)            | Medalla de bronce  | Florete individual |